# Kasombarga
Kassoungbarkaha (ou Kassoumbargo) est un village du nord de la Côte d'Ivoire, proche de la ville de Korhogo, dans le district des Savanes, en pays sénoufo. Le village se trouve à une quinzaine de kilomètres au nord-ouest de Korhogo. Kassoungbarkaha est, comme Koni, un ancien village de fonombelis (forgerons qui extraient et travaillent le fer). Sa mosquée circulaire au centre du village, construite en banco (mélange de terre crue et de paille) sous un toit de chaume, date du XVIIe siècle.